# فرمانده عالی ۲
فرمانده عالی ۲
یک بازی استراتژی در در زمان واقعی (RTS) که توسط Gas Powered Games ساخته شده و توسط Square Enix منتشر شده‌است. این نسخه دنباله نسخه فرمانده عالی ۱ است. نسخه آزمایشی ویندوز فقط توسط Steam در تاریخ ۲۴ فوریه ۲۰۱۰ منتشر شد و بازی کامل در تاریخ ۲ مارس ۲۰۱۰ منتشر شد.
نسخه سیستم عامل Mac OS X Commander 2 Supreme توسط برنامه‌نویس مجازی مایکروسافت در ماه مه ۲۰۱۰ زمان انتشارش اعلام شد. نسخه سیستم عامل Mac OS X این بازی را در تاریخ ۲۴ سپتامبر ۲۰۱۰ منتشر شد و نسخه نبرد بی‌نهایت جنگ را برای Mac OS X در ژانویه ۲۰۱۱منتشر بازی فرمانده عالی نیز برای ایکس باکس 360

## گرافیک
گرافیک بازی نسبت به نسخه قبلی رشد بسیاری داشته و با طراحی‌های دقیق انفجارها و ساختار ربات‌ها و ساختمان‌ها و همین‌طور طراحی بسیار زیبای مناظر طبیعی و محیط بازی موجب تولد گرافیک جدیدی از دل نسخه قبلی بازی شوده است، دقت در ساختمان ربات‌ها و طراحی ویدیوهای میانه و ابتدا و انتهای بازی، انفجارهای هسته ای و حرکت نیروها باعث افزایش شدید گرافیک در لحظه اول مواجه با این بازی شده‌است.